# Liechtensteiner Cup 2009/10
Der Liechtensteiner Cup 2009/10 war die 65. Austragung des Fussballpokalwettbewerbs der Herren in Liechtenstein. Der Wettbewerb wurde vom 18. August 2009 bis zum 13. Mai 2010 im K.-o.-System ohne Rückspiel ausgetragen. Der Rekordpokalsieger FC Vaduz konnte den Titel erneut erfolgreich verteidigen, somit zum insgesamt 39. Mal gewinnen und an der 2. Qualifikationsrunde der Europa League 2010/11 teilnehmen.

## Teilnehmende Mannschaften
18 Mannschaften waren für den Wettbewerb gemeldet:
| - FC Vaduz - FC Vaduz II - FC Vaduz Portuguese - FC Vaduz IV - FC Triesen - FC Triesen II - USV Eschen-Mauren - USV Eschen-Mauren II - USV Eschen-Mauren III | - FC Balzers - FC Balzers II - FC Balzers III - FC Triesenberg - FC Triesenberg II - FC Ruggell - FC Ruggell II - FC Schaan - FC Azzurri Schaan |

## 1. Vorrunde
Die 1. Vorrunde fand am 18. und 19. August 2009 statt.
| Datum  |                       | Ergebnis |                     |
| ------ | --------------------- | -------- | ------------------- |
| 18.08. | FC Balzers III        | 2:1      | FC Vaduz Portuguese |
| 18.08. | USV Eschen-Mauren II  | 3:2      | FC Triesen          |
| 18.08. | FC Ruggell II         | 2:4      | FC Triesen II       |
| 19.08. | FC Triesenberg II     | 0:6      | FC Schaan Azzurri   |
| 19.08. | USV Eschen-Mauren III | 4:6      | FC Vaduz II         |
| 19.08. | FC Vaduz IV           | 0:3      | FC Triesenberg      |

## 2. Vorrunde
Die 2. Vorrunde fand zwischen dem 15. und 23. September 2009 statt.
| Datum  |                   | Ergebnis |                      |
| ------ | ----------------- | -------- | -------------------- |
| 15.09. | FC Schaan Azzurri | 0:3      | FC Triesenberg       |
| 15.09. | FC Triesen II     | 0:3      | FC Balzers II        |
| 16.09. | FC Vaduz II       | 1:9      | FC Ruggell           |
| 23.09. | FC Balzers III    | 0:6      | USV Eschen-Mauren II |

## Viertelfinale
Die Viertelfinals wurden zwischen dem 20. und 28. Oktober 2009 ausgetragen.
| Datum  |                      | Ergebnis |                   |
| ------ | -------------------- | -------- | ----------------- |
| 20.10. | FC Balzers II        | 0:8      | FC Vaduz          |
| 21.10. | USV Eschen-Mauren II | 1:0      | FC Schaan         |
| 27.10. | FC Ruggell           | 2:4      | FC Balzers        |
| 28.10. | FC Triesenberg       | 0:3      | USV Eschen-Mauren |

## Halbfinale
Die Halbfinals fanden am 6. April 2010 statt.
| Datum  |                      | Ergebnis |                   |
| ------ | -------------------- | -------- | ----------------- |
| 06.04. | FC Balzers           | 0:4      | FC Vaduz          |
| 06.04. | USV Eschen-Mauren II | 2:6      | USV Eschen-Mauren |

## Finale
Das Cupfinale fand am 13. Mai 2010 im Rheinpark-Stadion Vaduz statt.
| Paarung        | FC Vaduz – USV Eschen-Mauren |
| Ergebnis       | 1:1 n. V. (1:1, 0:0), 4:2 i. E. |
| Datum          | 13. Mai 2010 |
| Stadion        | Rheinpark Stadion, Vaduz |
| Schiedsrichter | Marco Speranda ( Schweiz) |
| Tore           | 0:1 Francesco Clemente (56.) 1:1 Pascal Cerrone (71.) Elfmeterschiessen: 0:1 Ueli Sturzenegger 1:1 Pascal Cerrone 1:1 Stefan Büchel 2:1 Michael Stuckmann 2:2 Enis Domuzeti 3:2 Michael Stegmayer 3:2 Naim Memeti 4:2 Nick Proschwitz |